# Juramentada
Juramentada es una novela de fantasía épica escrita por el autor estadounidense Brandon Sanderson y el tercer libro de la serie El archivo de las Tormentas.  Fue publicado por Tor Books el 14 de noviembre de 2017. Juramentada consta de un prólogo, 122 capítulos, 14 interludios y un epílogo. Está precedido por Palabras Radiantes y seguido por El Ritmo de la Guerra .
Al igual que con sus predecesores del Archivo de las Tormentas, el audiolibro íntegro es leído por el equipo de narradores Michael Kramer y Kate Reading.

## Desarrollo
El tercer libro se tituló inicialmente Stones Unhallowed con Szeth-son-son-Vallano como su enfoque principal, luego Skybreaker, y finalmente Juramentada con el enfoque en Dalinar Kholin.
Antes del lanzamiento de Juramentada, varios capítulos e interludios se publicaron en blogs, se leyeron en convenciones y se publicaron en una antología. Sanderson proporcionó numerosas actualizaciones en Reddit sobre su progreso con el libro. El 9 de diciembre de 2016, tres semanas después de su quinta actualización, Tor anunció que Sanderson había completado su primer borrador, con 461 223 palabras. El 15 de marzo de 2017, Sanderson completó el tercero de los cinco borradores planificados, que hicieron un total de 514 000 palabras. El 15 de junio de 2017, Sanderson completó el quinto y último borrador y logró reducirlo a 450 000 palabras. El 27 de junio de 2017, Tor publicó una publicación de blog que detalla el proceso de lectura beta de Juramentada en el que los lectores beta dan sus reacciones inmediatas a cualquier punto dado de la historia y buscan continuidad. Debido a la longitud del libro, Tor tuvo que usar una prensa y una encuadernación diferentes de las que imprimía Palabras Radiantes.
Después de darse cuenta de que el libro tomó más tiempo de lo planeado originalmente, Sanderson escribió una novela titulada Danzante del Filo, siguiendo a Lift; publicado por primera vez en Arcanum Ilimitado: Colección del Cosmere, una antología de ficción corta del Cosmere, el 22 de noviembre de 2016.
El 16 de marzo de 2017, Tor Books reveló la portada de Juramentada, dibujada por Michael Whelan. Muestra a Jasnah Kholin defendiendo una ciudad contra una invasión. Alcanza una Hoja Esquirlada mientras simultáneamente repara gran agujero en la muralla de la ciudad mediante moldeo de almas hecho por un resto de la tormenta eterna. Tres días después, Tor publicó una publicación de blog que discutía los detalles de la portada y cómo puede relacionarse con la trama del libro. El 14 de julio de 2017, Sanderson reveló la portada del Reino Unido de Juramentada en Twitter.
La versión de tapa dura de la novela se publicó con guardas que representan 4 de los diez heraldos, dos creados por cada artista Howard Lyon y Dan dos Santos. La crítica Frannie Jackson describió el arte como "hermoso".
El 2 de agosto de 2017, Tor Books reveló las fechas y lugares de la gira del libro Juramentada. Tor.com lanzó el prólogo el 22 de agosto; y los primeros 32 capítulos, tres semanales, del 29 de agosto al 7 de noviembre.

## Audiolibro
La versión en audiolibro del libro fue lanzada el mismo día que la versión de tapa dura, y es leída por el equipo de narradores Michael Kramer y Kate Reading, quienes también leyeron El Camino de los Reyes y Palabras Radiantes, y varios otros libros escritos por Sanderson.

## Continuación
El cuarto libro de la serie El Archivo de las Tormentas se titula El Ritmo de la Guerra y su fecha de publicación fue el 17 de noviembre de 2020. Tiene lugar un año después de los eventos de Juramentada.

## Recepción
La recepción de la serie fue mayoritariamente positiva. La crítica de AV Club, Samantha Nelson, describe la novela como agobiada por su ambición y menos compleja que sus predecesoras. Si bien las reseñas sobre Tor encuentran atractiva la novela, Martin Cahill escribe que "es un triunfo de una novela, y si ha disfrutado de las dos primeras, sin duda disfrutará de Juramentada". Publishers Weekly también describió la novela a la luz de su relación con otros libros de la serie, y escribió: "Sanderson equilibra con éxito la introducción de nuevos elementos y la resolución satisfactoria de algunos hilos, lo que hace que los fanáticos esperen ansiosamente el próximo libro de la serie". La reseña en Paste de Frannie Jackson compara la novela con la narración de arco largo de Robert Jordan, describiendo la novela como "rebosante de magia y misterio más que suficiente para ayudar a los lectores hasta que [se publique la cuarta novela]".